# Klamelisaurus gobiensis
Klamelisaurus gobiensis es la única especie conocida del género extinto  Klamelisaurus  (“lagarto del Río Klameli”) de dinosaurio sauropodomorfo saurópodo, que vivió a mediados del período Jurásico, hace aproximadamente 165 a 161  millones de años en el Oxfordiense, en lo que hoy es Asia. La especie tipo, K. gobiensis, fue descrita por Zhao Xijin en 1993. Encontrado en el Desierto de Gobi, en la Formación Shishugou, Xinjiang, China.  El nombre genérico se refiere a Kelamaili, del cual "Klameli" es una variante ortográfica, donde se encontraron restos al norte de Jiangjunmiao en la cuenca Junggar de la provincia de Xinjiang, en 1982. El nombre específico se refiere al Gobi.

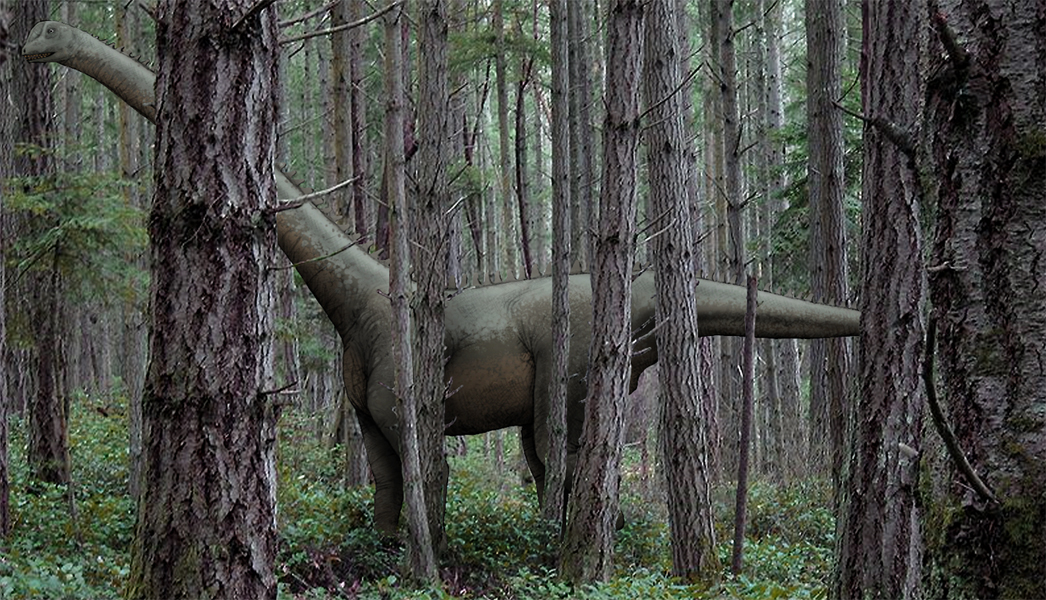
Impresión artística de Klamelisaurus en un bosque de coníferas.

El holotipo , IVPP V9492, se encontró en una capa de la formación Shishugou que data del Oxfordiano, de unos 160 millones de años. Consiste en un esqueleto parcial que carece del cráneo. El esqueleto postcraneal es bastante completo, solo le falta la parte frontal del cuello, la cintura escapular izquierda, la extremidad anterior izquierda y los pies. La calidad de los huesos era pobre y fue deteriorada durante la preparación. Zhao en 1993 estableció una única autapomorfia explícita, el extremo superior del cúbito se expande.
Klamelisaurus era un saurópodo de tamaño mediano. En 2010, Gregory S. Paul estimó su longitud en 15 metros, su peso en 5 toneladas, al mismo tiempo suponiendo que representaba la forma adulta de Bellusaurus. En su descripción osteológica de Bellusaurus , Moore y colegas de 2018 refutó la posible sinonimia de Klamelisaurus y Bellusaurus al señalar la edad ligeramente mayor de las diferencias anteriores y no ontogenéticas entre los dos géneros.

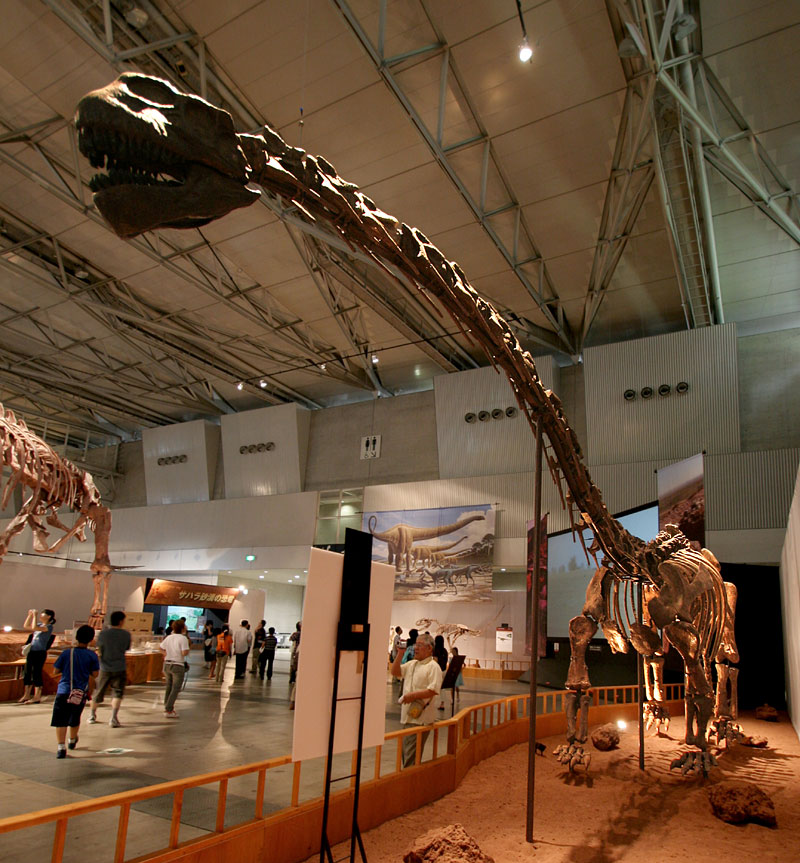
Molde del esqueleto.

En 1993 Zhao erigió una nueva subfamilia, Klamelisaurinae, de la cual Klamelisaurus era el único miembro. Asignó Klamelisaurinae al oscuro clado de saurópodos Bothrosauropodea. Se consideró de clasificación incierta por Upchurch et al. en 2004, posiblemente siendo un eusaurópodo no neosaurópodo.